# Agadepån, Lidingö

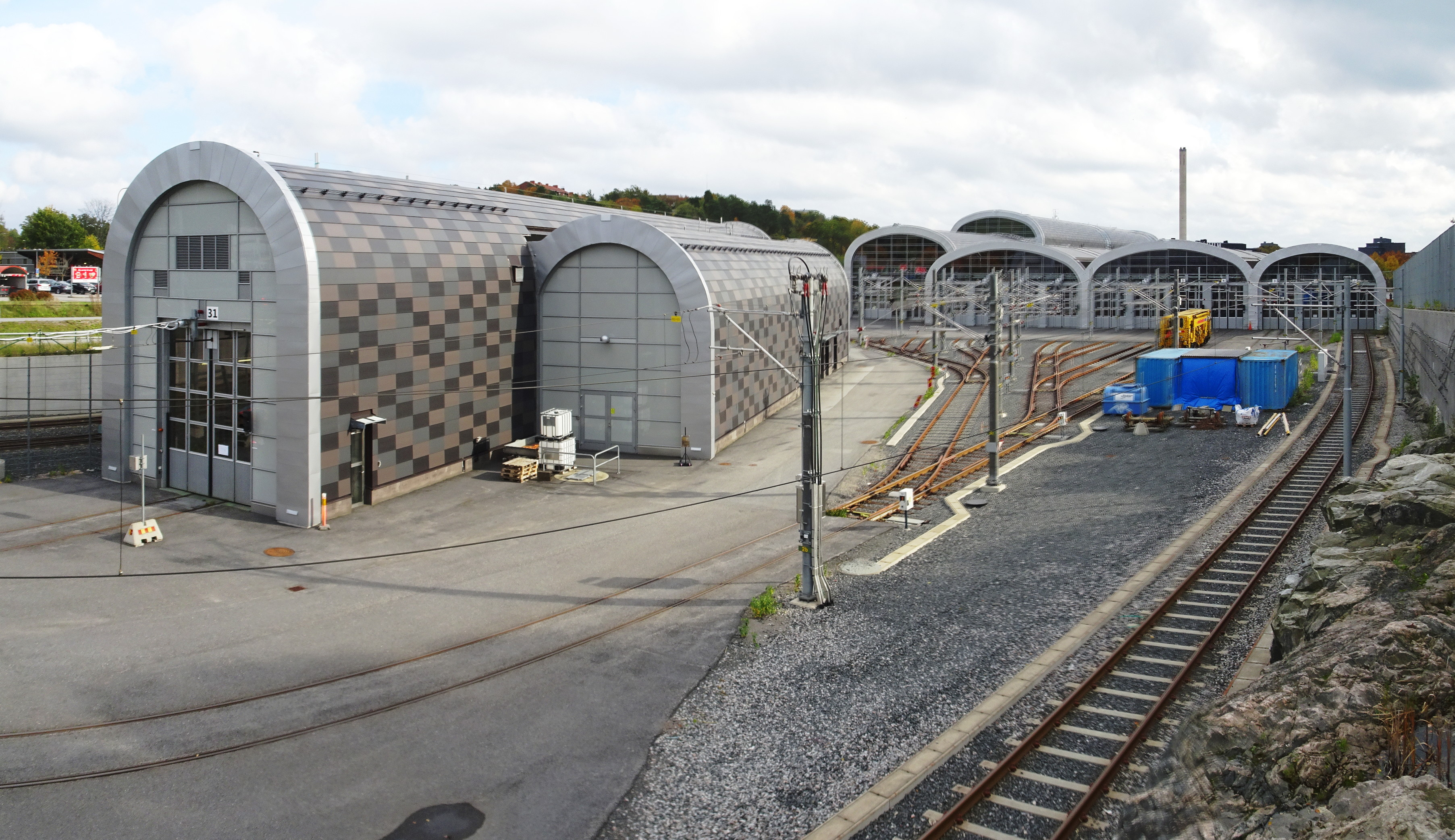
Agadepån sedd från nordväst, oktober 2021.

Agadepån, även känd som AGA-depån eller Lidingödepån, är en av Storstockholms Lokaltrafiks depåer för  spårvagnar och är belägen i anslutning till hållplatsen AGA i stadsdelen Skärsätra på Lidingö. Den nuvarande anläggningen togs i bruk år 2015 och är dimensionerad för 30 vagnar. Så länge som sammankopplingen mellan Lidingöbanan och Spårväg City inte färdigställts är endast de nio vagnar som trafikerar Lidingöbanan stationerade där. 

## Historik

### Den första depån

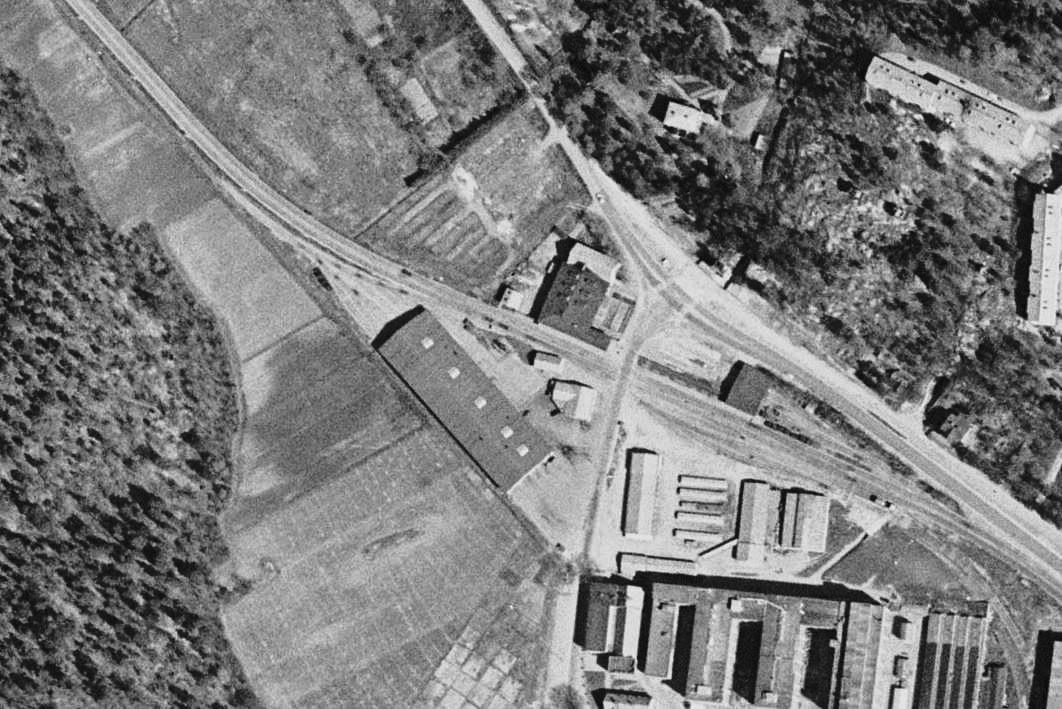
Lidingöbanans vagnhall 1960.

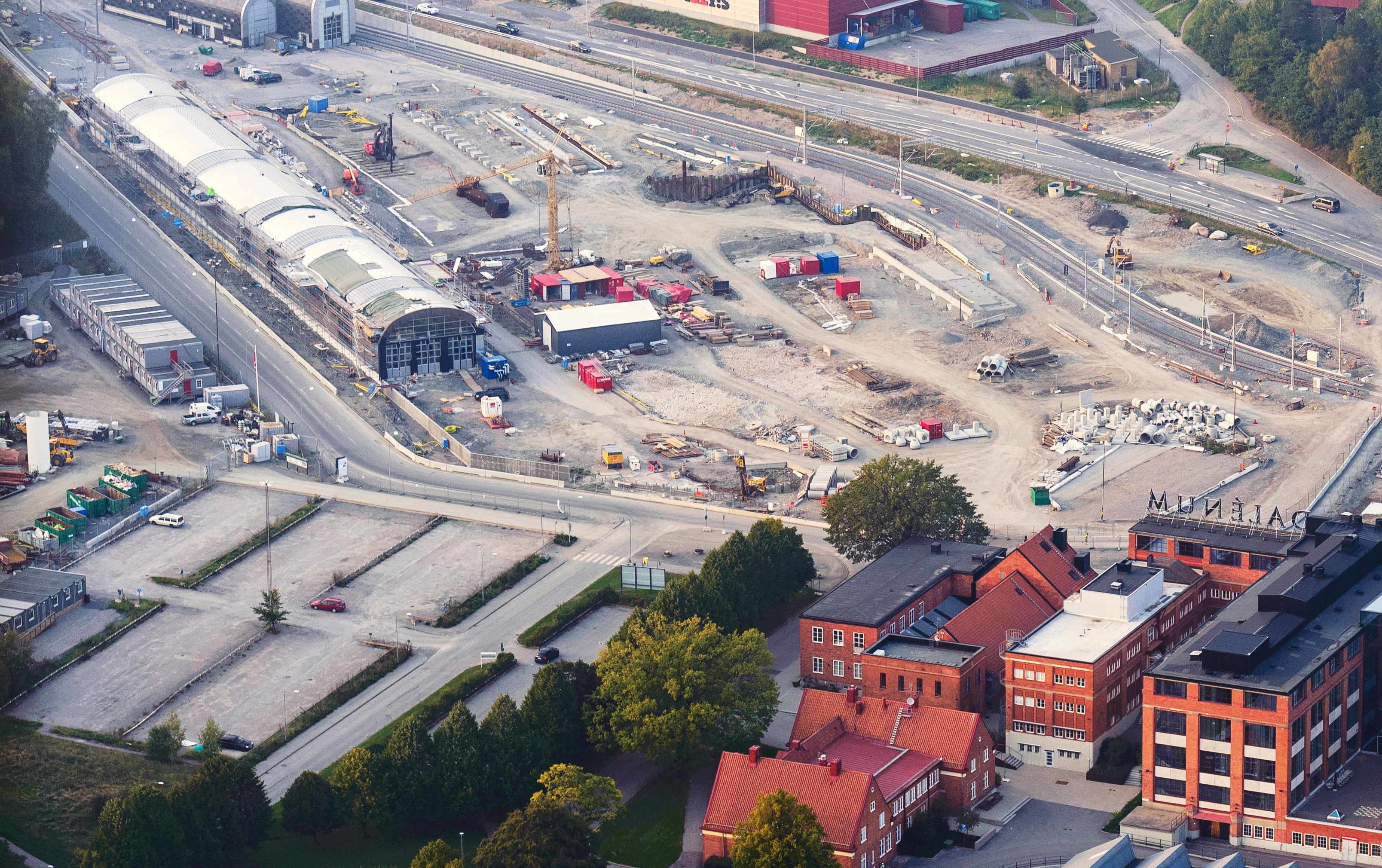
Agadepån under uppförande, 2014.

Den första vagnhallen, en 50 meter lång träbyggnad inkluderande kontor, verkstad och omformarstion för eldriften, togs i bruk vid Södra Lidingöbanans öppnande 1914. Den uppfördes av Trafikaktiebolaget Stockholm-Södra Lidingön. Anläggningen byggdes sedermera ut successivt; en särskild maskinhall för två motorgeneratorer byggdes 1916. 
Ett stationshus i tegel med plats för trafikledning, personallokaler, pressbyråkiosk, väntsal med mera togs i bruk år 1946. Natten till den 19 september 1949 totalförstördes vagnhallen av en våldsam brand. Elva vagnar, samtliga nylevererade, förstördes. Många äldre vagnar, som förvarades utomhus klarade branden. För att klara trafiken efter branden lånades även vagnar in från Stockholms Spårvägar.

### Den andra depån
Efter branden påskyndades det redan planerade arbetet med en ny vagnhall. Byggnadsarbetena kunde påbörjas sommaren 1950 och i slutet av 1951 kunde man börja ta anläggningen i bruk. Hallen var en 100 meter lång och drygt 30 meter bred tegelbyggnad under ett flackt sadeltak och innehöll uppställningshall, skötselhall och bussgarage. Den 21 juni 2013 tömdes anläggningen på samtliga spårvagnar och rivningsarbetena påbörjades. 
I stort sett samtliga byggnader på området, inklusive stationshuset från 1946, revs. Bussverksamheten fortsatte fram till sommaren 2014, då resterande del av den äldre hallen revs. För busstrafiken planerades en ny depå i Stockby. Dessa planer ändrades dock och bussarna i Lidingötrafiken utgår i stället från Frihamnsdepån.

### Den tredje depån
Omedelbart efter Lidingöbanans avstängning röjdes området inför byggandet av en helt ny och större depåanläggning med plats för 30 spårvagnar . Den nya anläggningen kommer att bli en ren spårvagnsdepå. Det planerades tidigt att bygga en ny bussdepå i Stockby. 2012 beslutade man dock att istället stationera bussarna avsedda för trafik på Lidingö i Frihamnsdepån. Trafikstart på den upprustade Lidingöbanan skedde hösten 2015. Hela den nya depån stod inte klar vid trafikstarten, utan arbeten pågick fram till år 2017. Inom anläggningen finns trafikledningen för såväl Lidingöbanan som Spårväg City. Anläggningens byggnader ritades av BBH Arkitektur & Teknik. Formspråket har sitt ursprung i gamla banhallar med valvformade tak.
I anläggningen finns även trafikledningen för såväl Lidingöbanan som Spårväg City.

### Bilder (nya Agadepån)

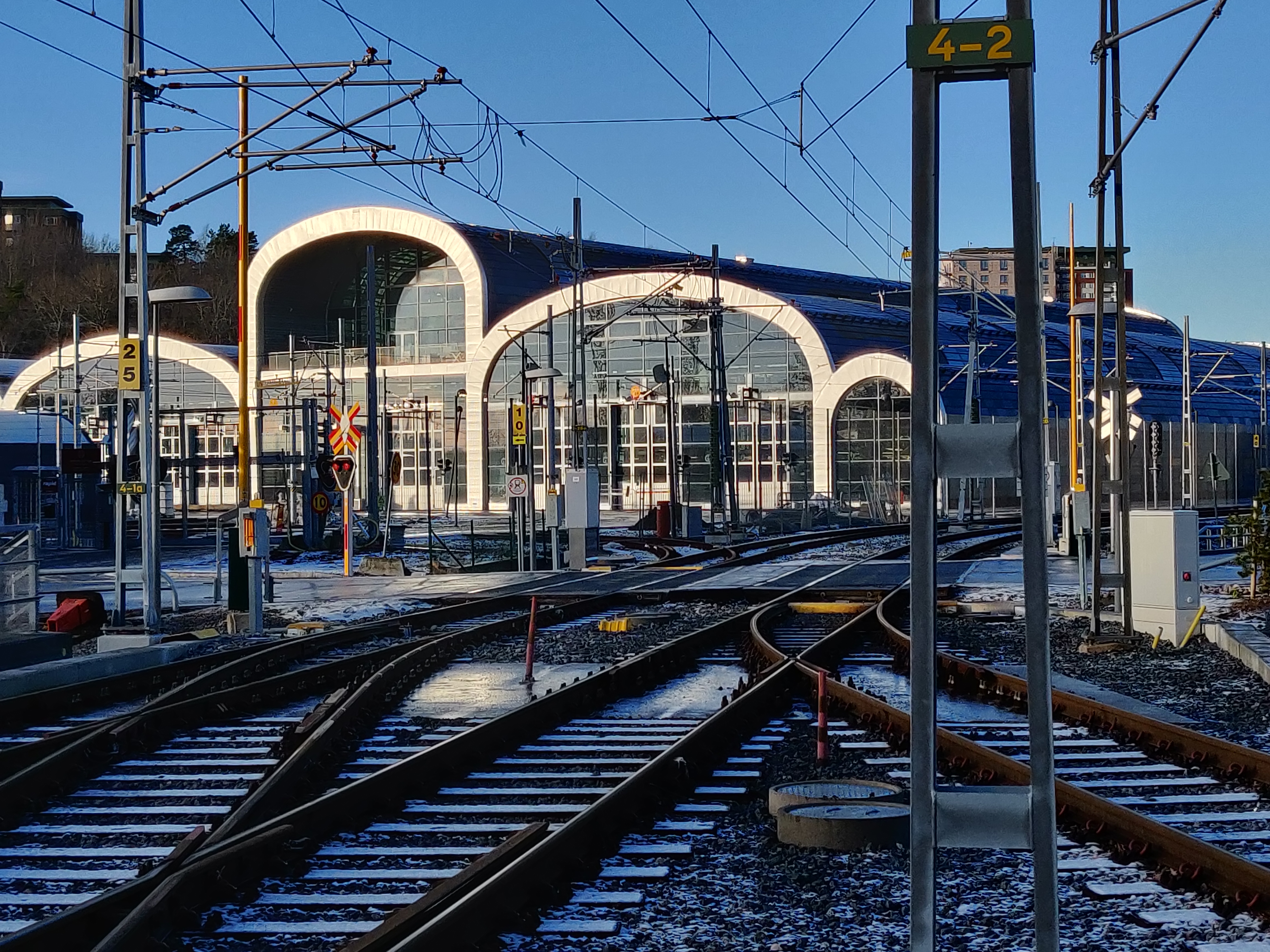
Nya Agadepån från söder
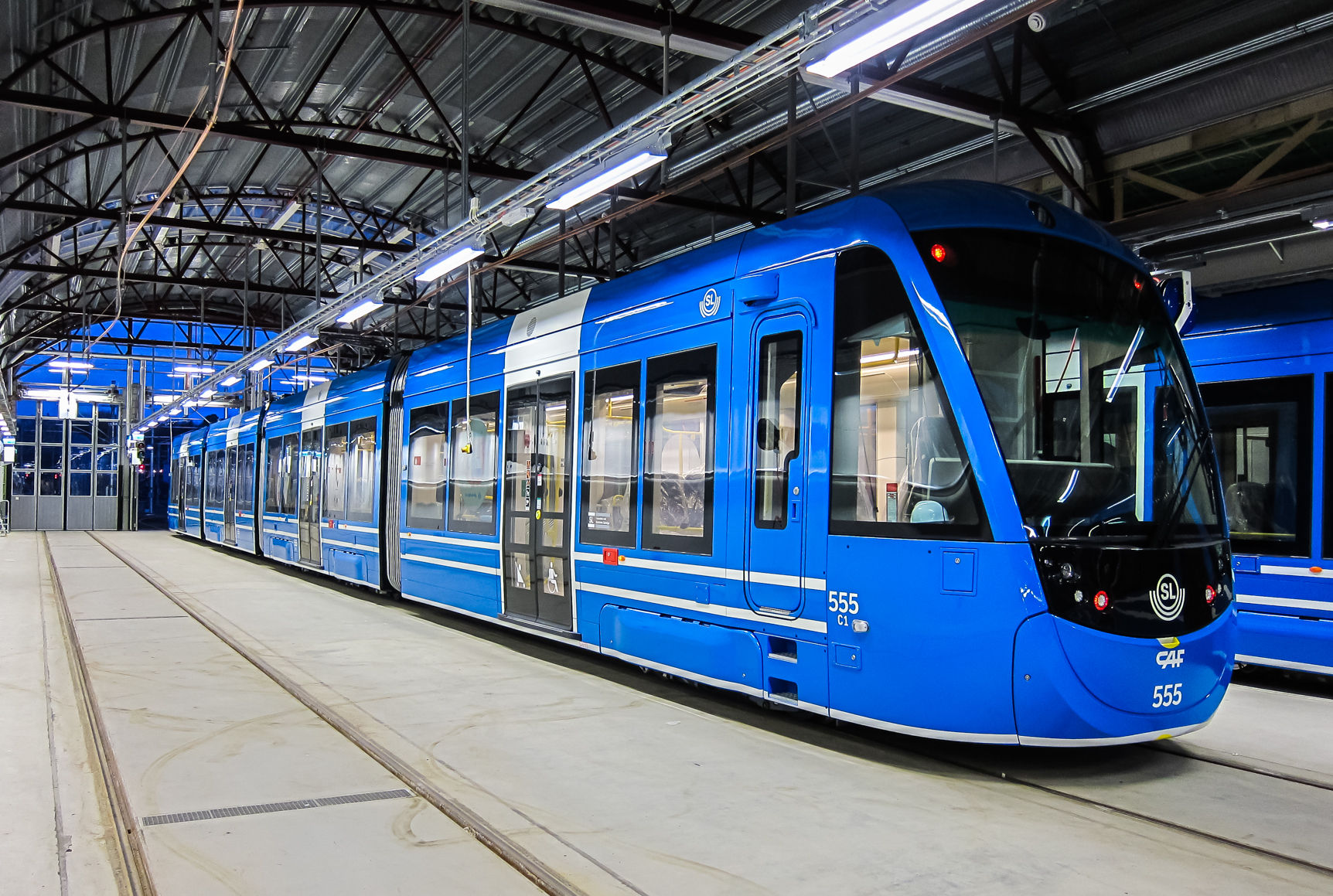
Spårvagn littera A36 i nya Agadepån
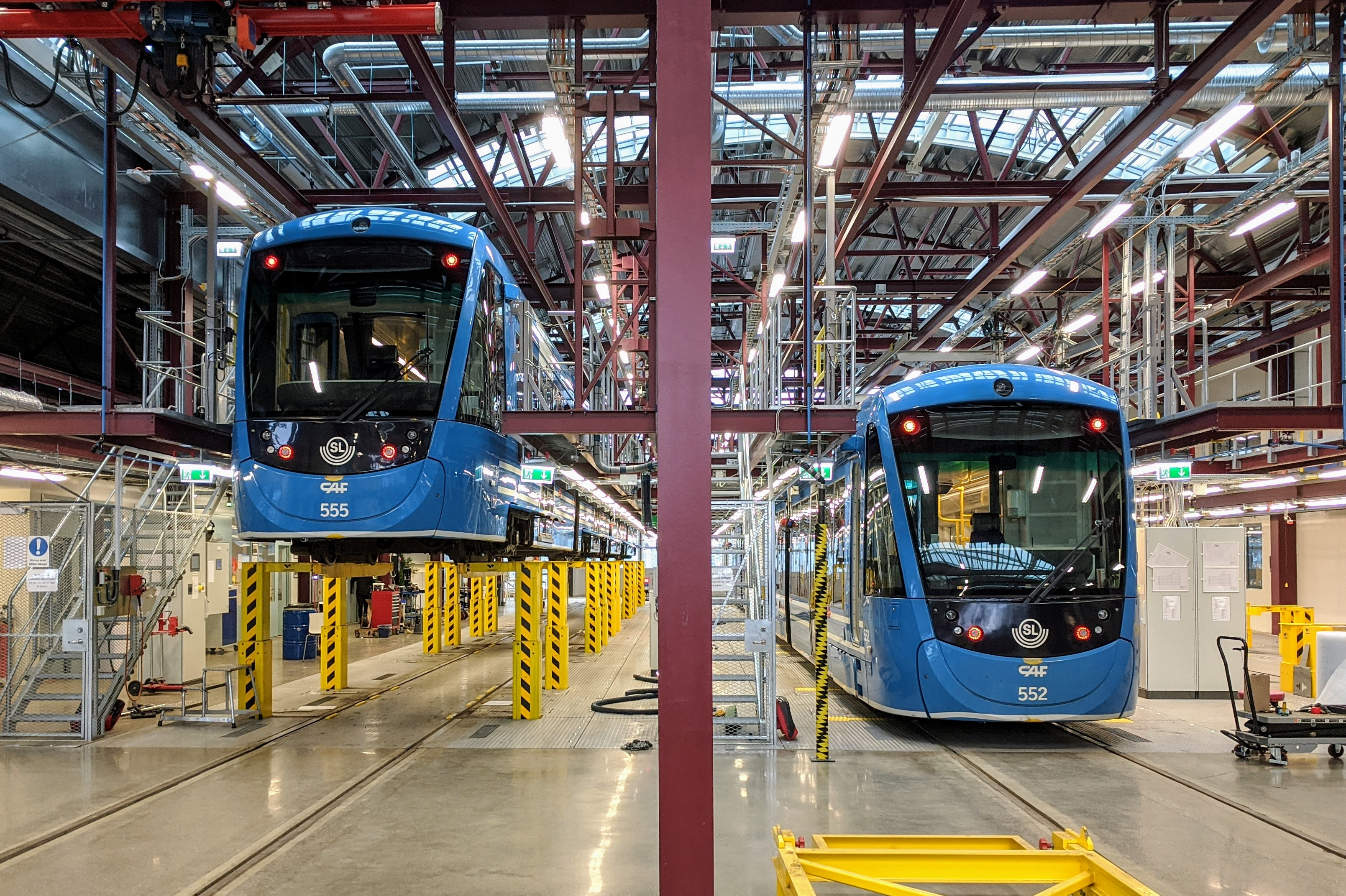
Spårvagnar littera A36 i verkstaden i nya Agadepån
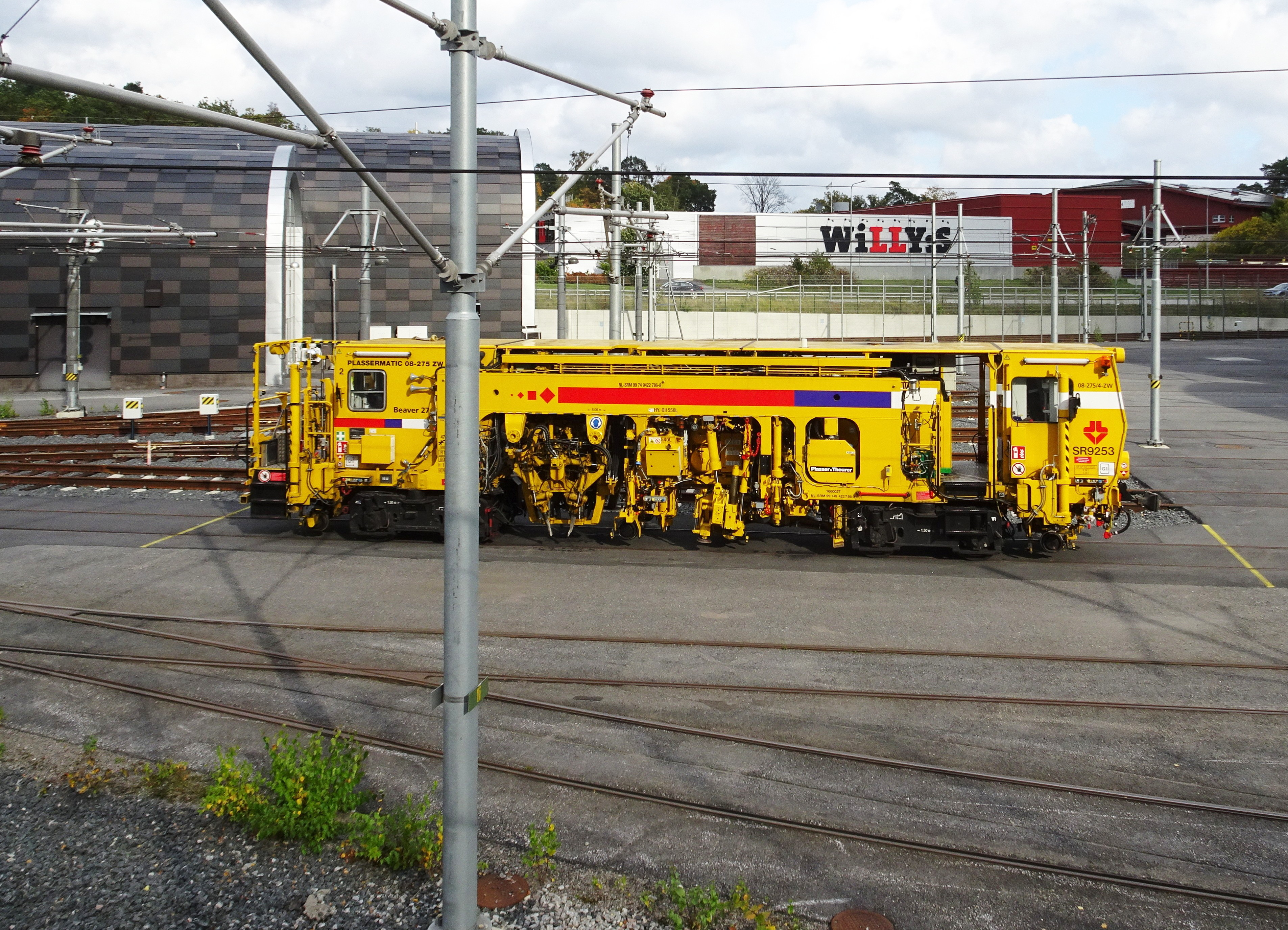
Depåns bangård med en Plassermatic 08-275/4 ZW (2-vägs stamp- och riktmaskin).